# Требую решения!
«Требую решения!» (араб. أريد حلاً‎) — египетский фильм 1975 года, драма режиссёра Саида Марзука с участием популярной звёзды арабского кино Фатен Хамамы. Фильм снят по повести Хасана Шаха.

## Сюжет
… Двадцать лет прожила Дорейя с Мидхатом, и все эти годы не знала она ни минуты счастья. Грубость, унижения, измены мужа терпела Дорейя только ради сына, желая, чтобы у мальчика был отец. Но вот Карим вырос, стал самостоятельным, и она, наконец, решилась потребовать развода. С этого начались испытания Дорейи, которая столкнулась с бюрократическим судопроизводством, основанным на давно устаревших законах. Ей пришлось испытать на себе, что такое закон «о приведении строптивой жены к послушанию», и все надежды Дорейи на личное счастье с человеком, которого она полюбила, рушатся перед упорством мужа и бездушием судей.

## В ролях
- Фатен Хамама — Дорейя
- Рушди Абаза — Мидхат
- Лейла Тагер
- Камаль Ясин
- Мхаммад Сабаа
- Ахмед Тауфик
- Рага Хусейн

## Премьеры
- Египет — 31 марта 1975 года состоялась национальная премьера фильма в Каире.
- СССР — фильм демонстрировался в прокате СССР с 10 июня 1977 года[комм. 1][1].

## Комментарии
1. ↑  В советском прокате фильм демонстрировался с 10 июня 1977 года, р/у Госкино СССР № 2248/76 (до 13 августа 1983 года), дублирован на к/ст. им. М. Горького, 1976 г. — опубликовано: «Аннотированный каталог фильмов действующего фонда: Зарубежные художественные фильмы», В/О «Союзинформкино» Гл. упр. кинофикации и кинопроката Госкино СССР, М.-1980, С. 229.